# انتخابات مجلس الأمن التابع للأمم المتحدة 2003
أُجريت انتخابات مجلس الأمن التابع للأمم المتحدة لعام 2003 في 23 أكتوبر 2003 في مقر الأمم المتحدة في مدينة نيويورك خلال الدورة الثامنة والخمسين للجمعية العامة للأمم المتحدة. انتخبت الجمعية العامة الجزائر وبنين والبرازيل والفلبين ورومانيا أعضاءً غير دائمين في مجلس الأمن التابع للأمم المتحدة لمدة سنتين تبدأ في 1 يناير 2004.

## القواعد
يتألف مجلس الأمن من 15 مقعدًا، يشغلها خمسة أعضاء دائمين وعشرة أعضاء غير دائمين. وفي كل عام، يتم انتخاب نصف الأعضاء غير الدائمين لمدة عامين.   ولا يجوز للعضو الحالي أن يترشح على الفور لإعادة انتخابه. 
وفقًا للقواعد التي يتم بموجبها تناوب المقاعد العشرة غير الدائمة في مجلس الأمن بين الكتل الإقليمية المختلفة التي تقسم إليها الدول الأعضاء في الأمم المتحدة تقليديًا لأغراض التصويت والتمثيل،  يتم تخصيص المقاعد الخمسة المتاحة على النحو التالي: 
- مقعدان للدول الإفريقية أحدهما لـ"المقعد العربي"
- مقعد لبلدان المجموعة الآسيوية (الآن مجموعة آسيا والمحيط الهادئ)[6]
- مقعد لأمريكا اللاتينية ومنطقة البحر الكاريبي
- مقعد لمجموعة أوروبا الشرقية

## المرشحون
ولم يكن هناك سوى خمسة مرشحين معلنين للمقاعد الخمسة المتاحة. وهكذا حصلوا بسهولة على أغلبية الثلثين المطلوبة في الجمعية العامة.

## النتائج
وتم التصويت بالاقتراع السري. بالنسبة لكل مجموعة جغرافية، يمكن لكل دولة عضو التصويت لصالح أكبر عدد ممكن من المرشحين الذين سيتم انتخابهم. وكان هناك 182 بطاقة اقتراع في كل من الانتخابات الثلاثة. ولم تحصل دولتان من الدول الأعضاء على أوراق اقتراع بسبب تأخرهما عن سداد اشتراكاتهما في الأمم المتحدة.

### المجموعتين الأفريقية والآسيوية
- بنين 181
- الفلبين 179
- الجزائر 178
- جمهورية كوريا 1

### مجموعة أمريكا اللاتينية ومنطقة البحر الكاريبي
- رومانيا 174
- بولندا 1
- ممتنعون 7

- البرازيل 177
- الأرجنتين 1
- ممتنعون 4

## روابط خارجية
- بيان صحفي لوثيقة الأمم المتحدة GA/10181